# Tușnad (companie)
Tușnad este o companie hotelieră din Băile Tușnad.
Deține hotelul Oltul din stațiune.
Acționarul majoritar al Tușnad este SIF Transilvania, cu 64,91% din acțiuni, urmată de SIF Oltenia, cu 17,3%.
Titlurile companiei se tranzacționează la categoria de bază a pieței Rasdaq, secțiunea XMBS, sub simbolul TSND.
Cifra de afaceri în 2007: 1,3 milioane euro